# Wojny izraelsko-arabskie
Wojny izraelsko-arabskie – część dużo szerszego pojęcia konfliktu izraelsko-arabskiego, który toczy się na Bliskim Wschodzie pomiędzy Izraelem a Ligą Państw Arabskich. Określenie to dotyczy wszystkich konfliktów zbrojnych pomiędzy Izraelem a państwami arabskimi, które miały miejsce od powstania państwa Izrael 14 maja 1948 roku.

## Pierwsza wojna 1948–1949
I wojna izraelsko-arabska wybuchła 15 maja 1948. Na terytorium państwa żydowskiego w Palestynie wkroczyły oddziały wojsk egipskich, irackich, syryjskich, transjordańskich i libańskich.
Państwa członkowskie Ligi Arabskiej nie uznały ONZ-owskiego planu podziału Palestyny i postanowiły zniszczyć nowo powstałe państwo żydowskie. Oficjalnym powodem arabskiej inwazji była obrona cywilnej ludności arabskiej przed działalnością żydowskich bojówek. Siły izraelskie słabsze liczebnie, ale dobrze zorganizowane i wyszkolone, wyparły arabskie wojska. Palestyńscy Arabowie, pozbawieni uznawanych powszechnie przywódców, na wezwanie liderów arabskich masowo opuszczali swoje domy (około 750 tys. uchodźców). Do ucieczki skłaniał też Arabów terror żydowskich organizacji paramilitarnych i masakry ludności arabskiej (m.in. masakra w Dajr Jasin).
W 1949 roku podpisano porozumienia rozejmowe między walczącymi stronami. Izrael poszerzył swoje terytorium w stosunku do obszaru przyznanego przez ONZ o zachodnią Galileę, zachodni Negew i część Jerozolimy. Pod kontrolą Transjordanii pozostała Samaria i Judea z częścią Jerozolimy, a Egipt zachował pozycję w Strefie Gazy.

## Lata 1949–1956

### Aneksja Gazy, Samarii i Judei
24 kwietnia 1950 roku Jordania dokonała formalnej aneksji Samarii i Judei, które jako Zachodni Brzeg zostały włączone do Królestwa Jordanii. Automatycznie wszyscy mieszkańcy tych terenów otrzymali obywatelstwo jordańskie i pełne prawa wyborcze do jordańskiego parlamentu. Aneksja została uznana jedynie przez Wielką Brytanię i Pakistan. Niemal równocześnie Strefa Gazy weszła w skład Egiptu bez formalnej aneksji.

### Blokada Kanału Sueskiego
W kilka miesięcy później (w 1950 r.) egipscy żołnierze zajęli dwie wyspy (Tiran i Sanafir) w Cieśninie Tirańskiej u wejścia do Zatoki Akaba na Morzu Czerwonym. W ten sposób Egipcjanie przejęli całkowitą kontrolę nad żeglugą morską w Cieśninie Tirańskiej, przez którą od tego momentu nie mogły przypływać statki płynące do portu Ejlat z towarami dla Izraela. Równocześnie Egipcjanie zamknęli Kanał Sueski dla izraelskich statków i wystosowali żądanie o zwrot pustyni Negew. Było to wyraźne pogwałcenie postanowień Konwencji Konstantynopolskiej 1888, która gwarantowała swobodne korzystanie z Kanału Sueskiego przez statki wszystkich państw w warunkach wojny i pokoju.

### Ataki fedainów
Pod koniec 1950 roku pojawił się zupełnie nowy poważny problem dla Izraela. Liga Państw Arabskich utworzyła i udzieliła wsparcie oddziałom arabskich fedainów (od słowa arab. fidā'ī, powstało fidā'īyun, فدائيون: „ktoś, kto jest gotowy poświęcić swoje życie”), którzy zaczęli z egipskiej Strefy Gazy przenikać na terytorium Izraela i napadać na żydowskie osady. O skali problemu najlepiej świadczą liczby: w latach 1949–1956 w atakach fedainów zginęło 400 Izraelczyków, a ponad 900 zostało rannych. Rząd Izraela nazwał setki tych ataków „Największym zagrożeniem terrorystycznym dla Izraela do 1967 roku”.

### Obrona przed fedainami
W odwecie izraelskie siły zaczęły przeprowadzać wypady na terytoria arabskie, w celu niszczenia baz używanych przez fedainów. Jednak bardzo szybko okazało się, że izraelska armia nie jest odpowiednio przygotowana do prowadzenia działań bojowych w zupełnie nowych warunkach. Z tego powodu rozpoczęto długi proces przebudowy Sił Obronnych Izraela. Za wzór przyjęto zmodyfikowany szwajcarski model organizacji armii. W celu gromadzenia informacji wywiadowczych 1 kwietnia 1951 powołano do życia agencję wywiadowczą Mosad. Natomiast w celu poprawienia obronności żydowskich osad położonych w pobliżu granic, stworzono zupełnie nowy typ osadnictwa – placówki Nahal (He’ahzut). Pierwsza taka placówka Nahlaim Aleph (obecne Nachal Oz) powstała 25 lipca 1951 naprzeciw Gazy. Izraelscy żołnierze byli jednymi z mieszkańców takich osiedli i wspólnie z cywilami pracowali przy wszystkich pracach rolnych, pełniąc jednocześnie służbę wojskową.
W lipcu 1953 rząd Izraela podjął decyzję o utworzeniu specjalnej jednostki antyterrorystycznej (Jednostka 101), której pierwszym dowódcą został Ariel Szaron. Zadaniem tej tajnej jednostki była aktywna walka z fedainami, którzy przenikali przez granicę izraelską. Izraelscy komandosi dokonywali wypady poza granicę i niszczyli obozy szkoleniowe fedainów w Egipcie i Jordanii.
Między innymi 14 października 1953 Jednostka 101 przeprowadziła odwetowy atak na terytorium Jordanii. Komandosi wkroczyli do przygranicznej wioski Qibya, na północny zachód od Jerozolimy. Wysadzono 42 domy, szkołę i meczet. Zginęło 75 Arabów.

### Afera Lawona
W 1954 roku Stany Zjednoczone starały się pozyskać władze Egiptu i wspólnie stworzyć na Bliskim Wschodzie regionalny arabski system obronny. Proponowano Egipcjanom dostawy amerykańskiej broni. Według założeń Departamentu Stanu USA, Izrael miał oddać Egiptowi południowy Negew, przyjąć na swoje terytorium 75 tys. arabskich uchodźców i wypłacić pozostałym odszkodowanie.
Zabiegom Stanów Zjednoczonych towarzyszyła otwarta postawa wrogości Egiptu, który popierał akcje fedainów oraz blokował możliwość korzystania z Kanału Sueskiego statkom izraelskim lub innym statkom przewożącym towary izraelskie. Między innymi 24 grudnia 1953 Egipcjanie zatrzymali u wejścia do Kanału norweski statek płynący z ładunkiem dla Izraela. Na międzynarodowe protesty Egipt odpowiedział, że jest w stanie wojny z Izraelem. Dodatkowo w lipcu 1954 Wielka Brytania podpisała z Egiptem porozumienie o ewakuacji wojsk brytyjskich znad Kanału Sueskiego.
W takiej sytuacji rząd Izraela zaakceptował plan ministra obrony Pinchasa Lawona, którego celem było przeprowadzenie serii zamachów bombowych i sabotażowych, a w konsekwencji, poprzez spowodowanie wzrostu napięcia w Egipcie, zablokowanie wycofania wojsk brytyjskich i zerwanie związków amerykańsko-egipskich. Plan nazwano operacją „Susanna”, a do jego przeprowadzenia wyznaczono tajną „Jednostkę 131”.
Operacja „Suzanna” rozpoczęła się 2 lipca 1954, kiedy to izraelscy agenci wrzucili bomby zapalające do urzędu pocztowego w Aleksandrii. W następnych dniach podobne zamachy przeprowadzono w Kairze i ponownie w Aleksandrii. Plan nie powiódł się, gdyż Egipcjanie aresztowali 11 izraelskich agentów. 11 grudnia odbyła się rozprawa sądowa i na 2 agentach wykonano wyrok śmierci.
Cała sprawa wywołała wielki wstrząs społeczeństwa Izraela. Wielu ludzi oskarżało rząd, że nie zrobiono wystarczająco dużo, aby chronić swoich agentów. Inni oskarżali rząd o ingerowanie w wewnętrzne sprawy Egiptu oraz popieranie terroryzmu, jako metody walki.

### Eskalacja przemocy na granicach
Od początku 1955 narastało napięcie na granicy Izraela z Egiptem. Fedainowie nieustannie przenikali przez granicę i dokonywali licznych napaści i aktów sabotażu. Często podkładano miny na drogach komunikacyjnych w pobliżu żydowskich osiedli. Mordowano cywilów, ostrzeliwano osiedla, przecinano linie telefoniczne i uszkadzano linie energetyczne. Ilość aktów terroru była tak duża, że izraelska armia zdecydowała o przeprowadzeniu serii odwetowych operacji. Między innymi 28 lutego 1955 izraelscy komandosi dokonali odwetowy rajd w Strefie Gazy, niszcząc egipskie posterunki graniczne. W starciu zginęło 42 egipskich żołnierzy i 8 izraelskich komandosów. W kolejnej operacji 31 sierpnia 1955 komandosi zaatakowali obóz szkoleniowy fedainów w Chan Junus w Strefie Gazy. Zniszczono cały sprzęt wojskowy zgromadzony w obozie. W starciu zginęło 72 Arabów.
Jesienią 1955 eskalacja przemocy przybrała rozmiary regularnych starć, podczas których 26 października egipscy żołnierze wkroczyli do zdemilitaryzowanej strefy atakując izraelski posterunek obserwacyjny w Niccana. W odwecie 28 października izraelscy komandosi zaatakowali egipskie pozycje w Es-Sabha, zabijając w walce 70 Egipcjan.
10 grudnia 1955 eskalacja przemocy przeniosła się na granicę izraelsko-syryjską. Właśnie w tym dniu syryjscy żołnierze ostrzelali izraelskich rybaków, uniemożliwiając im połowy w północno-wschodniej części Jeziora Tyberiadzkiego. W odwecie 11 grudnia izraelscy komandosi zaatakowali syryjskie pozycje. W walce zginęło 50 Syryjczyków oraz 6 Izraelczyków.

## Kampania sueska 1956
Gdy 26 lipca 1956 Egipt ogłosił nacjonalizację Kanału Sueskiego, wywołało to natychmiastową reakcję Wielkiej Brytanii i Francji, które postanowiły wykorzystać Izrael do wywołania wojny izraelsko-egipskiej, co umożliwiłoby wojskom brytyjsko-francuskim wylądowanie w Egipcie w celu zapewnienia bezpieczeństwa międzynarodowej żeglugi po Kanale. Do działań wojennych doszło na przełomie października i listopada 1956. Pod międzynarodowym naciskiem Wielka Brytania, Francja i Izrael musiały wycofać swoje wojska z Egiptu, a ich miejsce zajęły międzynarodowe siły UNEF. Wojna ta jest często uznawana za ostatnią wojnę w stylu kolonialnym. Izrael osiągnął w niej dokładnie to co zamierzał – wymusił odblokowanie dla jego żeglugi Cieśniny Tirańskiej.

## Lata 1957–1967
Po przegranej wojnie sueskiej 1956, państwa arabskie nasiliły presję wywieraną na Izrael. W początkowym okresie Arabowie unikali otwartego zaangażowania się w starcia zbrojne i wyręczali się grupami fedainów, którzy z Syrii i Jordanii przenikali na terytorium Izraela przeprowadzając zamachy terrorystyczne i akty sabotażu.
Jednak bardzo szybko państwa arabskie otwarcie zaangażowały się w konflikt zbrojny, zrywając w ten sposób warunki zawieszenia broni 1949. Jako pierwsza, 28 marca 1958 syryjska artyleria z rejonu Wzgórz Golan ostrzelała żydowskie osady rolnicze w dolinie Hula. Następnie 22 kwietnia 1958 jordańscy żołnierze ostrzelali izraelską łódź rybacką w pobliżu portu Akaba, na Morzu Czerwonym. Zginęło 2 izraelskich rybaków.
10 października 1959 w Kuwejcie powstała radykalna palestyńska organizacja terrorystyczna Al-Fatah, w której skupili się najbardziej radykalni uchodźcy palestyńscy. Korzystając z pomocy finansowej państw Ligi Arabskiej rozpoczęli oni szkolenia wojskowe w bazach, które utworzono w obozach uchodźców na terenie Jordanii, Syrii i Libanu. Celem działalności była zbrojna walka z Izraelem i wyzwolenie Palestyny spod okupacji Syjonistów. Pierwszą swoją akcję terrorystyczną Al-Fatah przeprowadził w grudniu 1964.

### Zbrojenia państw arabskich
Bardzo szybko po przegranej wojnie sueskiej Egipt zbliżył się do Związku Socjalistycznych Republik Radzieckich, który w 1957 zawarł porozumienie o współpracy wojskowej z Syrią. W jej rezultacie do Egiptu i Syrii zaczęły docierać dostawy radzieckiej broni, a arabscy oficerowie przechodzili szkolenie wojskowe w państwach Układu Warszawskiego.
1 lutego 1958 Egipt połączył się unią z Syrią tworząc nowe państwo, Zjednoczoną Republikę Arabską. 5 lutego jej prezydentem został Gamal Abdel Naser, a syryjska armia i policja przeszły pod dowództwo egipskie.

### Zbrojenia Izraela
W ramach wdzięczności za współpracę wojskową podczas wojny sueskiej Francja podpisała w 1957 tajne porozumienie z Izraelem o budowie reaktora jądrowego w Dimonie na pustyni Negew.
W tym samym roku ministrowie obrony Izraela i Niemiec zawarli tajną umowę o współpracy wojskowej. Izraelczycy przekazali europejskim siłom NATO zdobyte na Półwyspie Synaj egzemplarze radzieckiego sprzętu wojskowego. W zamian do Izraela zaczęły docierać z Niemiec dostawy uzbrojenia, części zamiennych oraz amunicji.
W 1958 Francja jeszcze mocniej zaangażowała się w pomoc wojskową dla Izraela. Załogi izraelskich okrętów wojennych szkoliły się pod okiem francuskich szkoleniowców, a co najważniejsze, Francja dostarczyła Izraelowi myśliwce naddźwiękowe nowej generacji typu Mirage IIIBJ.
W latach 1964–1967 przeprowadzono gruntowną reorganizację Sił Obronnych Izraela. Siły uderzeniowe oparto na korpusie pancerno-zmechanizowanym, spadochroniarzach, elitarnych brygadach piechoty i artylerii polowej. Siły obronne oparto na pozostałych jednostkach piechoty i artylerii.
Przebudowa uzbrojenia była możliwa dzięki decyzji Stanów Zjednoczonych o sprzedaży do Izraela najnowocześniejszych rodzajów broni. Decyzja Stanów Zjednoczonych wynikała z faktu, że dostawy radzieckiego sprzętu wojskowego już dawno naruszyły równowagę sił na Bliskim Wschodzie.
W ten sposób do Izraela zaczęły docierać nowoczesne amerykańskie samoloty, czołgi i artyleria. Stany Zjednoczone nakłoniły Niemcy do przekazania Izraelowi 150 czołgów M48 i M60 Patton, które do tej pory były przechowywane w amerykańskich arsenałach strategicznych w Niemczech. Dzięki tym dostawom izraelskie wojska pancerne zwiększyły czterokrotnie liczbę posiadanych czołgów. Zmieniono również system szkoleń żołnierzy oraz system dowodzenia.

### Żegluga morska
W listopadzie 1959 przedstawiciel Arabii Saudyjskiej w ONZ zakwestionował prawo Izraela do korzystania z Zatoki Akaba. Zdaniem Arabii Saudyjskiej Zatoka ta stanowiła arabskie wody terytorialne i dlatego Żydzi nie powinni byli z nich korzystać. Równocześnie król Saud ibn Abd al-Aziz as-Saud zażądał wycofania z rejonu Zatoki Akaba międzynarodowych sił pokojowych UNEF, które zapewniały bezpieczeństwo swobodnej żeglugi przez Cieśninę Tirańską. W tym samym momencie władze egipskie zatrzymały na Kanale Sueskim dwa statki (duński i grecki) wiozące towary izraelskie.
Ambasador Izraela przy Organizacji Narodów Zjednoczonych wniósł oficjalną skargę na Egipt na sesji Zgromadzenia Ogólnego ONZ. Jako mediator wystąpił Sekretarz generalny Organizacji Narodów Zjednoczonych Dag Hammarskjöld. Jednak Egipt oświadczył, że znajduje się w stanie wojny z Izraelem i w związku z tym ma prawo zatrzymywać statki i ładunki izraelskie, które usiłują przepłynąć przez Kanał Sueski.

### Eskalacja przemocy na granicach
31 stycznia 1960 syryjska artyleria rozpoczęła ze Wzgórz Golan nieustanny nękający ostrzał żydowskich kibuców położonych w rejonie Jeziora Tyberiadzkiego. Dochodziło do coraz częstszych przypadków ostrzelania rybaków na Jeziorze Tyberiadzkim. Nieustannie grupy fedainów przenikały przez granicę na terytorium Izraela, napadając na osady i podkładając miny lądowe na drogach. Równocześnie mnożyła się ilość incydentów zbrojnych na granicy izraelsko-egipskiej, których kulminacja nastąpiła w lutym 1960. Do tych incydentów dochodziło pomimo obecności międzynarodowych wojsk rozjemczych UNEF, które były gwarantem bezpieczeństwa dla Izraela.

#### OWP
25 maja 1964 z inicjatywy Egiptu i Jordanii powstała w Kairze Organizacja Wyzwolenia Palestyny. Uchwalona 28 maja Palestyńska Karta Narodowa stwierdzała nielegalność powstania państwa Izrael i konieczność wojny o wyzwolenie Palestyny spod syjonistycznej okupacji. Organizacja Wyzwolenia Palestyny otrzymywała na swoją działalność 400 mln USD rocznie, od państw Ligi Arabskiej.

### Bitwa o wodę
Od początku lat 60. Izrael prowadził rozległe prace budowlane przy stworzeniu Narodowego Systemu Wodnego (HaMovil Ha’Artzi), który miał dostarczyć wodę z Jeziora Tyberiadzkiego i rzeki Jordan w Galilei do położonej na południu pustyni Negew. Projekt i realizacja dużych prac budowlanych wywołały silne protesty państw arabskich. 10 września 1963 przywódcy państw Ligi Arabskiej wyrazili oficjalny sprzeciw przeciwko budowanemu przez Izrael krajowemu systemowi wodnemu. Następnie, 12 grudnia 1963 Liga Arabska podjęła decyzję o zmianie kierunku górnego biegu rzeki Jordan, aby zatrzymać wodę w Libanie i Syrii. W ten sposób Izrael zostałby pozbawiony większości wody zdatnej do picia.
W dniach 13-17 stycznia 1964 odbył się pierwszy szczyt Ligi Arabskiej w Kairze. Podczas obrad szczytu arabscy przywódcy oficjalnie zatwierdzili decyzję o zmianie kierunku górnego biegu rzeki Jordan, aby uniemożliwić wodzie dopływ do Izraela.
10 czerwca 1964 Izrael uruchomił Narodowy System Wodny (HaMovil Ha’Artzi). System pomp każdego dnia przepompowywał 1 mln m3 wody z Jeziora Tyberiadzkiego, który poprzez system otwartych kanałów, tuneli i olbrzymich rurociągów docierał do pustyni Negew.
Syria postanowiła wykorzystać to jako pretekst do zaostrzenia konfliktu izraelsko-arabskiego i uznała oficjalnie, że izraelskie prace budowlane objęły obszar strefy zdemilitaryzowanej na granicy izraelsko-syryjskiej. W rezultacie Syria uznała to za naruszenie integralności terytorialnej i wezwała wszystkie kraje arabskie do wypowiedzenia wojny Izraelowi.
Do pierwszych starć doszło 13 listopada 1964, gdy syryjscy żołnierze ostrzelali izraelski patrol graniczny w rejonie rzeki Dan, w Górnej Galilei. W odwecie izraelskie samoloty przeprowadziły nalot na syryjskie pozycje na Wzgórzach Golan, a syryjska artyleria ponownie rozpoczęła regularny ostrzał żydowskich osiedli położonych w rejonie Jeziora Tyberiadzkiego. Równocześnie Syria, Jordania i Liban rozpoczęły prace budowlane, mające na celu odwrócenie biegu niektórych dopływów rzeki Jordan (Hacbani i Banias), które znajdowały się na ich obszarze, tak aby uniemożliwić przepływ wody do Izraela.
Kolejny 1965 rok był szczególnie zły pod względem ilości incydentów zbrojnych na granicy izraelsko-syryjskiej. Aby przeciwdziałać przenikaniu fedainów na terytorium Izraela dowództwo Sił Obronnych Izraela utworzyło specjalną grupę dywersyjno-rozpoznawczą Sayered Egoz, która początkowo liczyła 23 komandosów i 3 Beduinów tropicieli. Oddział z czasem został rozbudowany do wielkości batalionu. Przeprowadzał on rocznie około 300 zasadzek na fedainów i był wykorzystywany (od 1967) do przeprowadzania zadań specjalnych na terytorium Syrii, Libanu i Jordanii. Liczba starć granicznych była tak duża, że zaczęto mówić o „Bitwie o Wodę”.
31 maja 1965, jordańscy żołnierze ostrzelali osiedle Musrara w Jerozolimie, zabijając 2 Izraelczyków i raniąc 4 osoby.
Równocześnie z atakami na Izrael, Syryjczycy rozpoczęli prace budowlane, dążąc do zmienienia kierunku górnego biegu rzeki Jordan. W okresie lata 1965 izraelscy komandosi w odwetowym ataku uszkodzili syryjskie urządzenia wodne. Następnie, w lipcu 1966 izraelskie samoloty zbombardowały i zniszczyły syryjskie kanały oraz sprzęt budowlany, który miał posłużyć do odwrócenia biegu dopływów rzeki Jordan.
4 listopada 1966 Egipt i Syria zawarły porozumienie o współpracy wojskowej. Przewidywało ono rozpoczęcie wojny w przypadku jakiejkolwiek napaści na drugie państwo. Obronny sojusz był wymierzony przeciwko Izraelowi, gdyż z terytoriów Syrii i Jordanii działały grupy arabskich terrorystów, które atakowały cele w Izraelu. W ten sposób Syria zabezpieczyła się przed ewentualnym izraelskim odwetem.

#### Operacja „Shredder”
13 listopada 1966 Siły Obronne Izraela przeprowadziły operację odwetową, wkraczając siłami 3000 żołnierzy do Jordanii. Podczas tej operacji zajęte zostały arabskie wioski Es Samu, Kirbet El-Markas i Kirbet Jimba w pobliżu Hebronu, w Judei. We wsi Es Samu zniszczonych zostało 125 domów. W pobliżu wioski doszło do starcia z jordańskim wojskiem. Zginęło 15 jordańskich żołnierzy i 3 cywilów, rannych zostało 54 żołnierzy i 29 cywilów. Zginął także 1 izraelski spadochroniarz, a 10 zostało rannych.
Izraelska operacja odwetowa spotkała się z wielką krytyką ze strony Jordanii i innych arabskich sąsiadów. 20 listopada król Husajn ibn Talal ogłosił mobilizację jordańskiej armii. 25 listopada Rada Bezpieczeństwa ONZ przyjęła rezolucję nr 228 potępiając Izrael za operację wojskową w Jordanii.

#### Nasilenie konfliktu
Na początku 1967 liczba incydentów na granicy izraelsko-syryjskiej przybrała rozmiary normalnej wojny. Arabscy terroryści przenikali przez granicę i podkładali miny lądowe na drogach, a syryjska artyleria prowadziła ostrzał żydowskich kibuców.
W odwecie za kolejny artyleryjski ostrzał, 7 kwietnia 1967 izraelskie samoloty zbombardowały pozycje syryjskiej artylerii na Wzgórzach Golan. Odpowiedzią był tak silny ostrzał artyleryjski, że tylko na kibuc Gadot spadło 1519 pocisków. Odwetem był kolejny izraelski nalot, w którym zniszczonych zostało 40 domów we wsi Sqoufive. Doszło wówczas do bitwy powietrznej nad Wzgórzami Golan, podczas której zestrzelonych zostało 6 syryjskich myśliwców MiG-21. Po zwycięskiej bitwie izraelskie myśliwce Mirage III przeleciały nad Damaszkiem. Syria zwróciła się wówczas do Egiptu z prośbą o udzielenie wojskowej pomocy.
Próbę pokojowej mediacji podjęły się międzynarodowe siły UNTSO, jednak Syria odmówiła jakiejkolwiek współpracy do czasu wstrzymania przez Izrael wszelkich prac rolniczych nad Jeziorem Tyberiadzkim.

#### Zaangażowanie się ZSRR
13 maja 1967 przewodniczący Prezydium Rady Najwyższej Związku Socjalistycznych Republik Radzieckich Nikołaj Podgorny przekazał egipskiemu wiceprezydentowi Anwarowi Sadatowi fałszywą informację o koncentracji 12 izraelskich brygad przy granicy z Syrią. Wprowadzeni w błąd Egipcjanie byli przekonani, że Izrael przygotowuje się do inwazji na Syrię. Dlatego reakcja Egiptu była natychmiastowa i zdecydowana. 14 maja prezydent Gamal Abdel Naser zarządził mobilizację egipskiej armii i rozpoczęto przerzucanie wojsk na Półwysep Synaj.
30 maja 1967 zawiązało się porozumienie wojskowe Egiptu i Jordanii. Armia jordańska została podporządkowana Egiptowi. Jednocześnie Irak, Kuwejt, Tunis, Sudan, Maroko i Algieria zgodziły się skierować swoje wybrane oddziały przeciwko Izraelowi. Po stronie Zjednoczonej Republiki Arabskiej opowiedziały się: Pakistan, Indonezja, ZSRR i Chiny.

## Wojna sześciodniowa 1967
```
5 czerwca 1967 
Izrael
 zaatakował 
Egipt
, 
Syrię
 i 
Jordanię
, rozbijając w ciągu 6 dni 
arabskie
 wojska. 
Izrael
 odniósł zwycięstwo zajmując ponad 60 tys. 
km²
 ziem arabskich: syryjskie 
Wzgórza Golan
, jordański 
Zachodni Brzeg
 i część 
Jerozolimy
, egipski 
Synaj
 oraz 
Okręg Gazy
. Pod naciskiem 
Rady Bezpieczeństwa ONZ
 wstrzymano działania wojenne.
```

Rada Bezpieczeństwa ONZ 22 listopada 1967 przyjęła rezolucję nr 242, wzywającą Izrael do wycofania się z ziem zagarniętych w czasie wojny sześciodniowej.

## Wojna na wyczerpanie 1967–1970
17 czerwca 1967 ministrowie spraw zagranicznych trzynastu państw arabskich proklamowali w Kuwejcie utworzenie wspólnego frontu walki przeciwko izraelskiej agresji. Postanowiono, że żadne arabskie państwo nie będzie prowadziło z Izraelem żadnych rozmów, nie zawrze z nim traktatu pokojowego i nie uzna istnienia państwa żydowskiego w Palestynie. Izolując Izrael politycznie i gospodarczo, postanowiono rozpocząć wojnę na wyczerpanie. Na Izrael miały spadać jednocześnie ze wszystkich stron różnorodne ataki przeprowadzane przez arabskich terrorystów, jak i przez arabskie armie. Miały one zmęczyć i wyczerpać zasoby strategiczne Izraela, aby osłabiony był przygotowany do ostatecznej inwazji i zniszczenia. Jednak terminem wojna na wyczerpanie przyjęło się określać starcia zbrojne do których doszło w latach 1967–1970 na froncie izraelsko-egipskim.

### Organizacja Wyzwolenia Palestyny
W lipcu 1967 Organizacja Wyzwolenia Palestyny zaczęła atakować Izrael. Początkowo były to przypadki ostrzału moździerzowego prowadzonego z terytorium Jordanii, jednak bardzo szybko grupy terrorystów zaczęły przenikać przez granicę i przeprowadzać akcje sabotażowo-dywersyjne. Ogółem w latach 1967–1970 na granicy izraelsko-jordańskiej doszło do 5840 incydentów zbrojnych.
Niemal równocześnie w lipcu 1967 aktywiści Organizacji Wyzwolenia Palestyny rozpoczęli działalność antyizraelską w Samarii i Judei. Organizowano szkolne strajki, zamykano sklepy i wstrzymywano publiczną komunikację. Izraelskie władze wojskowe odpowiedziały wprowadzeniem sankcji ekonomicznych na arabskich mieszkańców Samarii i Judei. Przeprowadzono liczne aresztowania i deportacje lokalnych przywódców OWP i po miesiącu strajki oraz demonstracje ustały. Do sporadycznych protestów dochodziło jeszcze na Zachodnim Brzegu do 1969, a w Strefie Gazy do 1972.
Na początku 1968 grupy arabskich terrorystów z OWP zwiększyły swoją aktywność, przenikając z Jordanii na terytorium Izraela. Szczególnie aktywnym w tej działalności był Al-Fatah, na czele której stał Jaser Arafat.

### Operacja Tofet
21 marca 1968 izraelska armia przeprowadziła odwetową operację na bazy Organizacji Wyzwolenia Palestyny położone wokół miasta Al-Karama, w Jordanii. W trakcie tej operacji doszło do gwałtownych starć, w które zaangażowała się także armia jordańska atakując izraelskie oddziały przy użyciu lotnictwa i czołgów. W walkach zginęło 150 Arabów i 20 izraelskich żołnierzy (70 zostało rannych). Izraelczycy stracili także kilka czołgów i 1 samolot. Do niewoli wzięto 150 Arabów. Pomimo to, OWP okrzyknęła swoje zwycięstwo.

### Międzynarodowy terroryzm
23 lipca 1968 doszło do pierwszego w historii porwania izraelskiego samolotu. Trzech arabskich terrorystów z Ludowego Frontu Wyzwolenia Palestyny uprowadziło samolot pasażerski linii El Al lecący z Rzymu do Tel Awiwu (10 członków załogi i 28 pasażerów). Samolot został uprowadzony do Algierii, gdzie po 40 dniach terroryści zwolnili wszystkich zakładników. Do porwania doszło, ponieważ terroryści spodziewali się, że tym samolotem będzie leciał ambasador Izraela w Stanach Zjednoczonych Icchak Rabin.
W następnych latach liczba podobnych zamachów systematycznie rosła, obejmując swoim zasięgiem cały świat. Celem terrorystycznych ataków stały się izraelskie obiekty położone na całym świecie oraz Żydzi we wszystkich państwach. Pojawiło się zjawisko międzynarodowego terroryzmu.

#### Odwet Izraela
Po każdym arabskim zamachu terrorystycznym przeprowadzono drobiazgowe śledztwo, które wskazywały na bezpośrednie zaangażowanie się sąsiednich arabskich państw w organizację zamachów i porwań samolotów. Z tego powodu Izrael zdecydował się na przeprowadzenie bezpośrednich operacji odwetowych na terytorium Jordanii, Libanu i Syrii.
1 grudnia 1968 izraelscy komandosi (Sajjeret Matkal) przeprowadzili w nocy desant z helikopterów, niszcząc cztery mosty w okolicy Ammanu w Jordanii. 3 grudnia izraelskie samoloty zbombardowały bazę szkoleniową Organizacji Wyzwolenia Palestyny w Jordanii.
Jako odwet za wsparcie terrorystów, 28 grudnia 1968 izraelscy komandosi przeprowadzili desant z helikopterów na międzynarodowy port lotniczy w Bejrucie w Libanie (operacja „Podarunek”). Izraelczycy zablokowali drogi prowadzące do lotniska i wysadzili 13 lub 14 samolotów pasażerskich libańskich linii lotniczych.
W styczniu 1969 izraelskie samoloty zbombardowały kilka obiektów wojskowych w Syrii.
Ogółem w latach 1968–1972 Siły Obronne Izraela przeprowadziły 5270 odwetowych operacji wojskowych na lądowych, morskich i powietrznych granicach Izraela. Do większych zagranicznych operacji należała operacja „Gniew Boży”.

## Wojna Jom Kipur 1973
6 października 1973 wojska arabskie niespodziewanie napadły na Izrael w dniu żydowskiego święta Jom Kipur (Dzień Pojednania). Po początkowych porażkach, Siły Obronne Izraela przeprowadziły mobilizację i odrzuciły Arabów poza linię zawieszenia broni z 1967 roku, a nawet przekroczyły Kanał Sueski i zagroziły Kairowi. Dzięki wysiłkom mediacyjnym Stanów Zjednoczonych i Związku Radzieckiego 25 października podpisano zawieszenie broni, a na linii frontu rozlokowano międzynarodowe siły UNDOF i UNEF.

## Lata 1974–1982
Po klęsce państw arabskich w wojnie Jom Kipur, aktywność terrorystyczną zwiększyła Organizacja Wyzwolenia Palestyny, której oddziały operowały z południowego Libanu przenikając przez granicę na terytorium Izraela. Doszło do licznych ataków, podłożeń min lądowych, porwań i morderstw bezbronnych cywilów.
W ramach akcji odwetowych Siły Obronne Izraela przeprowadzały operacje w Libanie. Między innymi 12 kwietnia 1974 izraelscy komandosi przeprowadzili akcję odwetową, wkraczając do Libanu i zajmując sześć przygranicznych wiosek. Po ewakuacji mieszkańców wysadzono kilka domów, należących do rodzin palestyńskich terrorystów.
W maju 1974 Sztab Główny Sił Obronnych Izraela podjął decyzję o rozpoczęciu budowy specjalnego ogrodzenia granicznego wzdłuż całej granicy z Libanem, Syrią i w dolinie Jordanu. W najdalej wysuniętych na północ osadach budowano fortyfikacje obronne oraz przeprowadzono szkolenia wojskowe mieszkańców. Miało to na celu zwiększenie bezpieczeństwa ludności cywilnej oraz przeciwstawienie się ewentualnej arabskiej agresji.

### 100-dni wojny na wyczerpanie
13 kwietnia 1974 syryjska armia rozpoczęła serię potyczek artyleryjskich na Wzgórzach Golan, oczekując przeprowadzenia ostatecznej syryjsko-iracko-libijskiej ofensywy przeciwko Izraelowi. Starcia trwały przez prawie 100 dni. Pierwszego dnia starć syryjscy komandosi wysadzili z helikopterów desant na górze Hermon. Po ciężkich walkach musieli się jednak wycofać. Przez cały czas dochodziło do licznych bitw powietrznych, w których sukcesy odnosili Izraelczycy.
Starcia zaczęły wygasać, gdy 31 maja 1974 przedstawiciele Izraela i Syrii podpisali w Genewie porozumienie w sprawie wycofania wojsk izraelskich z terytorium Syrii. Strefa graniczna na Wzgórzach Golan miała być zdemilitaryzowana i obsadzona przez międzynarodowe siły pokojowe UNDOF.

### Proces pokojowy z Egiptem
1 września 1975 doszło do zawarcia izraelsko-egipskiego porozumienia w sprawie Półwyspu Synaj. Na jego mocy Izrael przeprowadził częściowe wycofanie swoich wojsk na odległość 70 km na wschód od Kanału Sueskiego. W zamian Egipt obiecał złagodzić bojkot ekonomiczny oraz umożliwić żeglugę po Kanale Sueskim statkom handlowym wiozącym towary do lub z Izraela. Te pierwsze kroki dobrej woli uruchomiły cały proces pokojowy pomiędzy Izraelem a Egiptem.

### Wojna domowa w Libanie
13 kwietnia 1975 wybuchły ciężkie starcia we wschodnim Bejrucie, które rozpoczęły pierwszą fazę wojny domowej w Libanie. Konflikt rozpoczął się od ostrzelania przez Palestyńczyków kościoła chrześcijańskiego w dzielnicy Ain El Rummaneh. W odwecie członkowie chrześcijańskiej Falangi zabili 27 Palestyńczyków jadących autobusem przez tę dzielnicę. W rezultacie starcia palestyńskich oddziałów OWP z chrześcijańską Falangą objęły swoim zasięgiem cały Bejrut.
Wykorzystując osłabienie libańskiego rządu, palestyńskie organizacje terrorystyczne stworzyły własne państwo w południowej części Libanu, z której prowadziły regularne ataki wymierzone przeciwko Izraelowi. Wywoływało to sporadyczne działania odwetowe Sił Obronnych Izraela. Między innymi 7 lipca 1975 izraelskie siły powietrzne i marynarka wojenna przeprowadziły odwetowe bombardowanie baz palestyńskich w okolicach Tyru.
W maju 1976 libański prezydent Sulajman Farandżijja zwrócił się do Izraela z prośbą o udzielenie pomocy wojskowej. Izrael rozpoczął wówczas dostarczać uzbrojenie i amunicję do oddziałów chrześcijańskich, które walczyły z Muzułmanami na północy Libanu. Wysyłano także pomoc medyczną i humanitarną chrześcijanom na południu Libanu. W czerwcu 1976 rozpoczęła się syryjska interwencja zbrojna w Libanie, a w październiku 1976 interwencja wojsk Ligi Arabskiej. Wojska arabskie wymusiły wprowadzenie zawieszenia broni.
Po historycznej wizycie egipskiego prezydenta Anwara Sadata w Izraelu rozpoczął się proces pokojowy pomiędzy Izraelem a Egiptem. Był on otwarcie krytykowany przez wszystkie państwa arabskie, a Syria dodatkowo wydała w listopadzie 1977 zezwolenie oddziałom OWP w południowym Libanie swobodnego atakowania terytorium Izraela. Palestyńskie grupy terrorystyczne przenikały przez granicę lądem lub morzem, a na północną Galileę spadały pociski z wyrzutni BM-21 Grad.

### Operacja „Litani”
W odwecie na liczne ataki, 14 marca 1978 Siły Obronne Izraela zajęły południowy Liban. Podczas operacji zniszczono liczne bazy OWP. Wycofując się (21 marca) pozostawiono strefę buforową, którą patrolowały oddziały chrześcijańskich milicji – uzbrojone i szkolone przez Izrael. Dodatkowy nadzór nad granicą izraelsko-libańską sprawowały międzynarodowe siły UNIFIL.

### Camp David

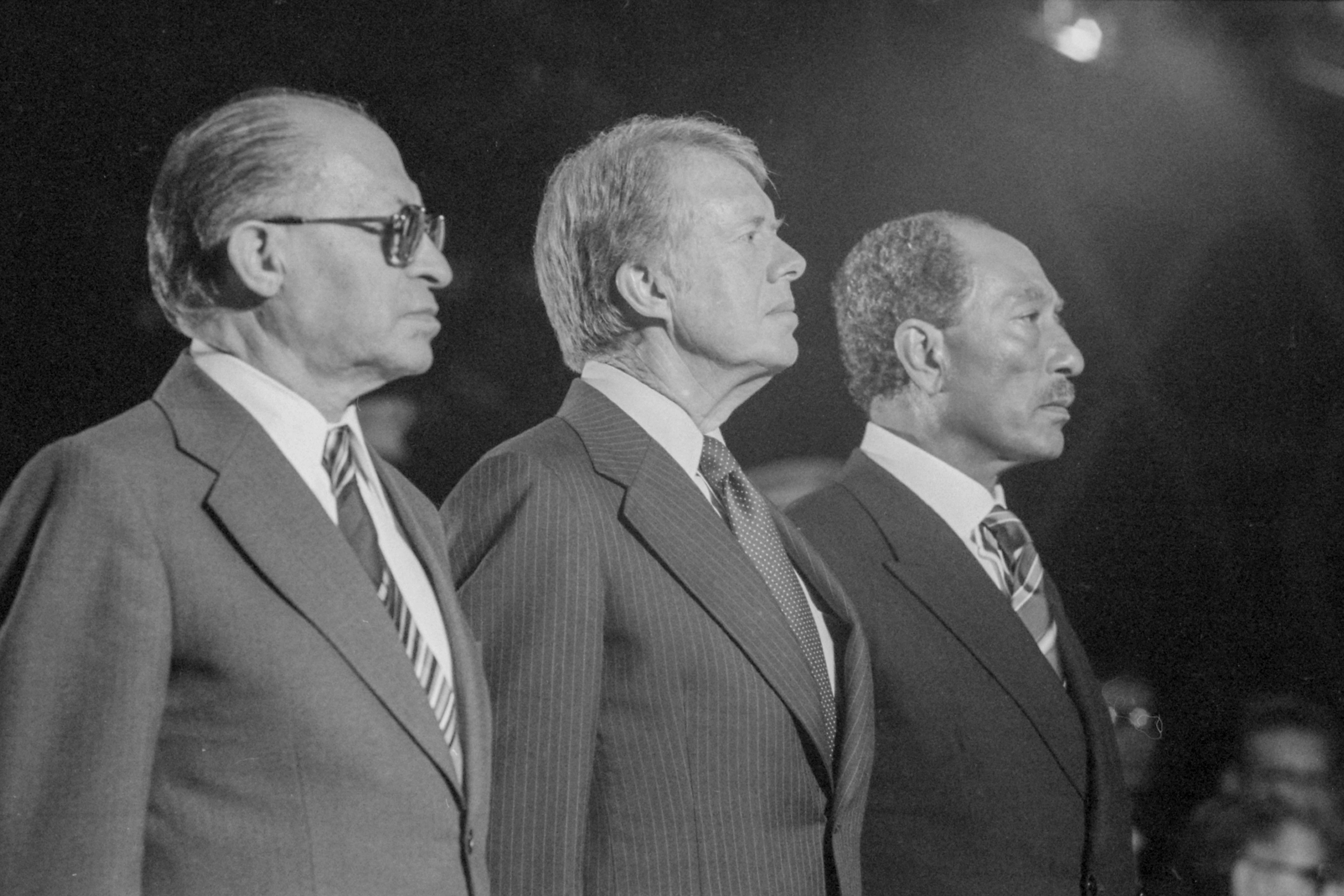
Podpisanie Porozumienia Camp David: Menachem Begin, Jimmy Carter i Anwar Sadat

W dniach od 5 do 18 września 1978 roku odbyła się trójstronna konferencja pokojowa izraelsko-egipsko-amerykańska w Camp David. 18 września podpisano dwa izraelsko-egipskie porozumienia, które tworzyły podstawę dla przyszłych negocjacji w sprawie trwałego pokoju pomiędzy oboma państwami. Izrael zgodził się wycofać w ciągu 3 lat wszystkie swoje wojska z Półwyspu Synaj, w zamian Egipt zgadzał się na nawiązanie normalnych stosunków dyplomatycznych z Izraelem, uznając tym samym prawo do istnienia państwa Izrael. Egipt gwarantował również swobodną żeglugę izraelskich statków przez Kanał Sueski i inne drogi wodne, takie jak Cieśniny Tirańskie.
26 marca 1979 roku podpisano Traktat pokojowy izraelsko-egipski. 27 maja otworzono granicę egipsko-izraelską, a 30 kwietnia pierwszy izraelski frachtowiec swobodnie przepłynął przez Kanał Sueski. 18 lutego 1980 roku nastąpiło otwarcie ambasady Izraela w Kairze.

## Wojna libańska 1982–1985
6 czerwca 1982 roku Izrael zdecydował się na ingerencję w pogrążonym w chaosie wojny domowej Libanie. Celem operacji wojskowej była likwidacja baz i rozbicie oddziałów OWP, która miała swoją główną siedzibę w Bejrucie. Podczas działań doszło do ciężkich starć z wojskami syryjskimi, które okupowały część Libanu (od 1976 r. z tytułu mandatu Ligi Państw Arabskich). 11 czerwca 1982 pod naciskiem międzynarodowym wprowadzono w życie rozejm syryjsko-izraelski. Armia izraelska przystąpiła wówczas do oblężenia Bejrutu. Po zaciętych walkach i wyniszczającym bombardowaniu miasta, międzynarodowa mediacja polityczna ONZ oraz Stanów Zjednoczonych nakłoniła Palestyńczyków do ewakuacji oddziałów OWP z Libanu. Ewakuowali się oni do Tunezji, Algierii, Libii, Jemenu, Sudanu i Iraku.
Armia izraelska wycofała się z Libanu w czerwcu 1985 roku, pozostawiając pod swoją kontrolą tzw. „strefę bezpieczeństwa” (pas ziemi szerokości 8-10 km przy granicy izraelsko-libańskiej), którą nadzorowały oddziały Armii Południowego Libanu. Pomimo to, ataki szyickiego Hezbollahu wciąż trwały. W latach 1985–1990 na granicy izraelsko-libańskiej doszło do 2,4 tys. incydentów zbrojnych.

### Ewakuacja OWP z Libanu
Ewakuacja sił OWP z Libanu trwała od 21 do 30 sierpnia 1982. Ogółem wyjechało około 8,8 tys. palestyńskich bojowników. Jako jeden z ostatnich Bejrut opuścił Jaser Arafat. Palestyńczycy odpłynęli promami do Tunezji, Libii, Jemenu, Iraku, Syrii i Jordanii. Równocześnie Bejrut opuściło około 6 tys. syryjskich żołnierzy.
Pomimo znaczącego osłabienia, Palestyńczycy nadal kontynuowali zamachy terrorystyczne w Izraelu oraz atakowanie celów izraelskich na całym świecie.

### Operacja „Drewniana Noga”
Działalność terrorystyczna OWP, kierowana bezpośrednio przez Jasera Arafata z Libii, doprowadziła do podjęcia przez izraelskie dowództwo decyzji o przeprowadzeniu bezpośredniego ataku na Trypolis. 1 października 1985 izraelskie samoloty zbombardowały kompleks budynków Hamam-a-Shatt w Trypolisie. Znajdowała się tam główna kwatera OWP. Nalot trwał 6 minut. W jego wyniku zginęło 60 Palestyńczyków, a 70 zostało rannych. W momencie nalotu Jaser Arafat był nieobecny w swojej kwaterze.
15 kwietnia 1986 siły powietrzne Stanów Zjednoczonych również zbombardowały obozy szkoleniowe OWP w Libii.

## Pierwsza intifada 1987–1991
9 grudnia 1987 roku wybuchła pierwsza intifada, masowe powstanie Palestyńczyków przeciwko izraelskiej okupacji Strefy Gazy i Zachodniego Brzegu Jordanu. Przeciągające się starcia były mocnym czynnikiem osłabiającym gospodarkę Izraela, który nie potrafił znaleźć rozwiązania konfliktu. Dopiero uwikłanie się Jasera Arafata w I wojnie w Zatoce Perskiej po stronie Iraku, mocno osłabiło jego pozycję i doprowadziło do wygaśnięcia siły powstania w 1991. Równocześnie ruszył proces pokojowy na Bliskim Wschodzie.